# Nelson Gerónimo Filippi
Nelson Gerónimo Filippi (Bell Ville, 1932-2008) fue un billarista y legislador argentino. Oriundo de la ciudad cordobesa de Bell Ville, Filippi se destacó por los múltiples títulos obtenidos a nivel provincial, nacional e internacional en la modalidad Casín. Además, ocupó el cargo público de Defensor del Pueblo entre los años 1994 y 2005.

## Trayectoria deportiva
Nelson Filippi fue un destacado billarista de Argentina. A lo largo de su carrera deportiva, Filippi se coronó campeón provincial unas 25 veces, de las cuales 17 fueron de manera consecutiva. Además, obtuvo el primer lugar en el Campeonato Argentino y del Campeonato Rioplatense, y el segundo lugar en el Campeonato Mundial.
En 1968, Nelson Filippi participó del Campeonato Mundial de Casín que se realizó en Bell Ville, Córdoba. En este torneo, se consagró campeón el uruguayo Anselmo Berrondo, mientras que Filippi se consagró vicecampeón.
Asimismo, Nelson Gerónimo Filippi integró la Federación Argentina de Aficionados al Billar (F. A. A. B) no solo como jugador, sino también como presidente.

## Palmarés
- 17 Títulos consecutivos de Campeón Provincial Individual
- 34 Títulos de Campeón Provincial Individual y por Pareja
- 5 Títulos de Campeón Argentino y campeón Rioplatense
- 2 Títulos de Subcampeón Mundial
- Varias veces Campeón Masters

## Reconocimientos
En 2012, se llevó a cabo por primera vez el Torneo de Casín de Primera Categoría 'Copa Challenger Nelson Filippi'. Organizado por el Club Arte Nativo de Bell Ville, el torneo fue un homenaje al billarista cordobés.

## Trayectoria política
Además de ser abogado, Filippi tuvo una activa carrera política como partidario del radicalismo. Entre los diferentes cargos públicos que ocupó, se destacan su desempeño como legislador por la provincia de Córdoba y sus dos períodos como Defensor del Pueblo de Córdoba entre los años 1994 y 2005.
Alejado ya de la vida política, Nelson Gerónimo Filippi falleció el 8 de diciembre de 2008 a los 76 años a raíz de su delicado estado de salud.